# Schwefelmolly
Der Schwefelmolly (Poecilia sulphuraria) ist eine Fischart der Gattung Poecilia und der Untergattung Mollienesia. In Mexiko wird die Art Molly del Teapa, nach dem Ort Teapa, Tabasco, nahe der Vorkommen, genannt.

## Erscheinung
Der Schwefelmolly ist eine kleine Mollyart und erreicht eine Länge von maximal fünf Zentimeter. Im Verhältnis zur Körpergröße hat die Art einen großen Kopf. Die Bauchfärbung ist türkis bis silber, während die Körperoberseite dunkler ist. Die Anzahl der lateralen Schuppen beträgt 25 bis 27 vom Kiemendeckel bis zur Schwanzflosse. Die kleine Rückenflosse hat 7 bis meistens 8 Strahlen, die Schwanzflosse 14 bis selten 15 und die Afterflosse bei Weibchen 8 oder selten 9. Die Rückenflosse weist einige unregelmäßig verteilte schwarze Flecken auf, insbesondere basal. Die Schwanzflosse hat eine ähnliche Färbung, während die Brust-, Bauch- und Afterflossen keine dunklen Punkte aufweisen.
Die Population von Baños del Azufre (dt. Schwefelbäder) hat auffällige Lippenanhängsel, die dem Fisch bei der Luftatmung an der Oberfläche helfen. Diese Anhänge fehlen der Population des Quellgebiets Ojos del Azufre (dt. Schwefelige Augen).

## Verbreitung und Lebensraum
Der endemisch lebende Schwefelmolly findet sich in schwefelhaltigen Quellen von Mexiko bei Wassertemperaturen von 24 bis 28 °C. Man findet ihn im Gebiet Baños del Azufre, nahe Teapa, Bundesstaaten Tabasco und Chiapas, im Flussbecken des Río Grijalva. Der Schwefelmolly lebt in den Schwefelquellen von Baños del Azufre zusammen mit der ebenfalls lebendgebärenden Art Gambusia eurystoma aus der Gattung der Gambusen. Die Thermalquellen von El Azufre bieten extreme Umweltbedingungen. Die oberflächennahe Schicht weist allerdings noch genügend Sauerstoff auf, welche das Leben dieser Fischart ermöglicht.
Der Schwefelmolly ist durch Abwässer eines nahe gelegenen Hotelkomplexes, den Umbau von Quellen zu Badebecken sowie die Nutzung angrenzender Gebiete für Weidewirtschaft und Landwirtschaft bedroht. Die IUCN stuft die Art deshalb als stark gefährdet (Endangered, EN) ein.
Eine zweite Population lebt in einem weiteren Quellgebiet, den Ojos del Azufre, das sich ebenfalls in Chiapas befindet.

## Lebensweise
Poecilia sulphuraria hat sich an eine hohe Konzentration von Schwefelwasserstoff (H2S) angepasst und ist in der Lage, sich von Schwefelalgen zu ernähren. Das Schwarmverhalten des Schwefelmollys, der in seinem natürlichen Verbreitungsgebiet in Schwärmen mit mehreren tausend Tieren auftritt, wurde von einer Forschungsgruppe der Humboldt-Universität, TU Berlin und Leibniz-Institut für Gewässerökologie und Binnenfischerei (IGB) eingehend untersucht. Es schützt den Schwarm vor Fressfeinden, insbesondere tauchenden Vögeln. Sie schwimmen nah an der Oberfläche, erzeugen bei drohender Gefahr mit ihren Schwanzflossen Wellen, die den La-Ola-Wellen ähneln, und tauchen gestaffelt ab. Dies mindert den Jagderfolg fischfressender Vögel, wie z. B. des Grünfischers (Chloroceryle americana), die dadurch irritiert werden. Es ist ein kollektives Tauchverhalten, welches auf Vogelattacken reagiert, und bildet eine Art effiziente kollektive Informationsverarbeitung auf Basis der Kritikalität.